# Fuertes de Fortín FC
Fuertes de Fortín FC war ein nur kurzzeitig bestehender mexikanischer Fußballverein mit Sitz in der Stadt Fortín de las Flores im Bundesstaat Veracruz.

## Geschichte
Der Verein wurde 2019 gegründet, um erstmals nach mehr als 20 Jahren wieder Profifußball nach Fortín de las Flores zu bringen.
Bereits in seiner zweiten Saison 2020/21 gewann der Verein die Meisterschaft der viertklassigen Tercera División, wodurch der Aufstieg in die drittklassige Liga Premier (Serie A) gelang.
Nachdem die Albinegros de Orizaba Ende 2019 aufgrund von erheblichen finanziellen Problemen aus der Liga ausgeschlossen worden waren und die nur knapp 15 km entfernt gelegene Stadt Orizaba – die sich gerne rühmt, die „Wiege“ des mexikanischen Fußballsports zu sein – ohne Profifußballverein dastand, erwarben dort ansässige Geschäftsleute das Franchise des Aufsteigers und übertrugen es auf den neu gegründeten Montañeses FC, der ab der Saison 2021/22 die Stadt wieder in der Liga Premier vertritt. Für Fortín de las Flores hingegen endete das Abenteuer Profifußball mit dem sportlichen Erfolg der Mannschaft, die in der finanzkräftigeren Nachbarschaft entsprechende Begehrlichkeiten weckte.